# Château de Skånelaholm
Le château de Skånelaholm (ancienne orthographe Skånellaholm) est un château de campagne situé dans la paroisse de Skånela, dans la municipalité de Sigtuna, en Uppland. Le château, qui date du XIIIe siècle, contient une collection de meubles et d'ustensiles ménagers folkloriques, offerte par Herbert Rettig. Une aile de l'entrepôt abrite un musée des carrosses avec d'anciens véhicules hippomobiles. Le Skånelaholm est ouvert au public pendant les mois d'été. Le bâtiment principal en briques de deux étages a été construit dans les années 1640 et a pris son aspect actuel en 1891. Skånelaholm a été classé monument historique en 1965.

## Histoire
Skånelaholm est situé dans la paroisse de Skånela, au bord du lac Fysingen. La propriété a appartenu au roi Magnus Ladulås au XIIIe siècle, qui l'a vendue au monastère de Sko en 1276. Le domaine a été transféré à la couronne au moment de la réduction de Gustav Vasa et a été acheté en 1641 par le gouverneur du comté et diplomate Andreas Gyldenklou.
Gyldenklou était impliqué dans de nombreuses transactions commerciales et immobilières et possédait des domaines dans le Södermanland, le Västergötland et le Brême-et-Verden. Gyldenklou a donné à la région l'aspect qu'elle avait dans l'ouvrage de la Suecia et ses descendants l'ont conservée jusqu'en 1735, notamment son fils Gideon Gyldenklou (mort en 1676) et son petit-fils Anders Gideon Gyldenklou (mort en 1733).
Le château, dont les fondations remontent au Moyen Âge, aurait été achevé en 1641 ou 1643. Lors de travaux de restauration, un fragment de poêle portant les armoiries des Gyldenklou et le millésime 1643 a été retrouvé, ce qui permet de conclure que c'est cette année-là que le château a été achevé. À cette époque, le niveau de l'eau à Fysingen était plus élevé. Le parc s'étendait un peu plus loin dans le lac et possédait un quai.
En 1742, Skånelaholm a été acheté par Frans Jennings, qui en a fait un fideikommiss pour sa famille en 1753. À la mort de Gustaf Adolf Fredrik Jennings en 1843, le fideikommiss ne fut pas hérité par son fils, comme c'était le cas habituellement, mais par sa veuve Eva Maria Charlotta Piper (1813-1895), qui le conserva à vie en tant que fideikommiss. On dit qu'elle s'est abstenue de se remarier avec Theodor Ankarcrona, malgré un engouement mutuel, parce qu'elle perdait le fideikommiss en cas de remariage et que ni elle ni Ankarcrona n'avaient d'autres biens.
La dernière héritière du château fut Julia Augusta Jennings (1868-1951), mariée à Pehr Rabe. La fideikommiss a été dissoute en 1918 et la propriété a été vendue au propriétaire Gösta Belfrage, qui a fait effectuer quelques rénovations.

## Le château aujourd'hui
Le château a été acheté en 1929 par le folkloriste et historien Herbert Rettig, qui en a fait don avec ses collections à l'Académie des sciences en 1962. La famille Rettig vivait dans un petit appartement dans le grenier lorsqu'elle séjournait au château. Jusqu'en 1985, Mme Ing-Marie Rettig (1915-1995) a vécu à Skånelaholm, mais depuis lors, le château n'est plus habité. Il est ouvert aux visiteurs en été. Le parc est toujours ouvert au public. 